# Hans-Joachim Spremberg
Hans-Joachim Spremberg (* 8. Dezember 1943 in Berlin; † 6. März 1978 am Wadi Suf al-Jin in Libyen bei einem Hubschrauberabsturz) war ein deutscher Bildreporter beim Allgemeinen Deutschen Nachrichtendienst (ADN), der Nachrichtenagentur der DDR. In Autorenangaben seiner Fotos wurde er auch als Joachim Spremberg genannt.

## Leben
Hans-Joachim Spremberg machte nach dem Schulabschluss zunächst eine Ausbildung zum Filmkopierfacharbeiter, um später Bildreporter zu werden. Das gelang ihm, als er 1964 bei ADN-Zentralbild, der Bildabteilung der DDR-Nachrichtenagentur ADN anfing, „wo er nach zielstrebiger politischer und fotojournalistischer Weiterbildung bald mit der Kamera massenwirksam über bedeutsame Ereignisse berichtete.“ (Text des Nachrufs in der Tageszeitung Neues Deutschland). Er dokumentierte u. a. das Ost-Berliner Alltagsleben, den Bau des Berliner Fernsehturms, und war bei hohen staatlichen Anlässen mit DDR-Partei- und Staatschef Walter Ulbricht eingesetzt.
1969 wurde er Mitglied der SED. Während seiner Reporterlaufbahn erhielt er u. a. die Orden Verdienstmedaille der DDR, Banner der Arbeit und Verdienstmedaille der NVA.
Im März 1978 begleitete er den DDR-Parteifunktionär Werner Lamberz auf dessen Afrika-Reise. Während eines Staatsbesuchs in Libyen stürzte der Hubschrauber mit vier DDR-Bürgern (Werner Lamberz, Paul Markowski,  Spremberg und der Dolmetscher Armin Ernst) ab, keiner der Insassen überlebte.
Hans-Joachim Spremberg ist auf dem Zentralfriedhof Berlin-Friedrichsfelde beigesetzt.

## Werke
Einige Fotos von Hans-Joachim Spremberg, die aus dem Archivbestand von ADN-Zentralbild in das Bundesarchiv übergegangen und im Internet veröffentlicht sind:

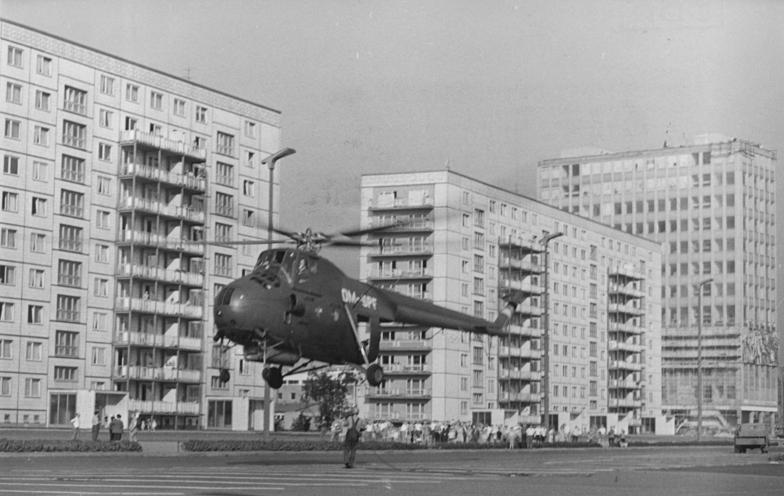
1964:Hubschrauber bei Montagearbeiten in Berlin
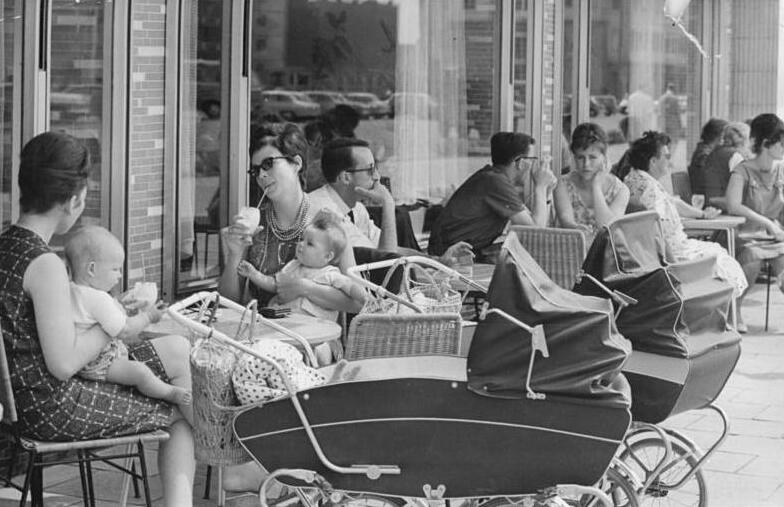
1964: Mokka-Milch-Eisbar in der Berliner Karl-Marx-Allee
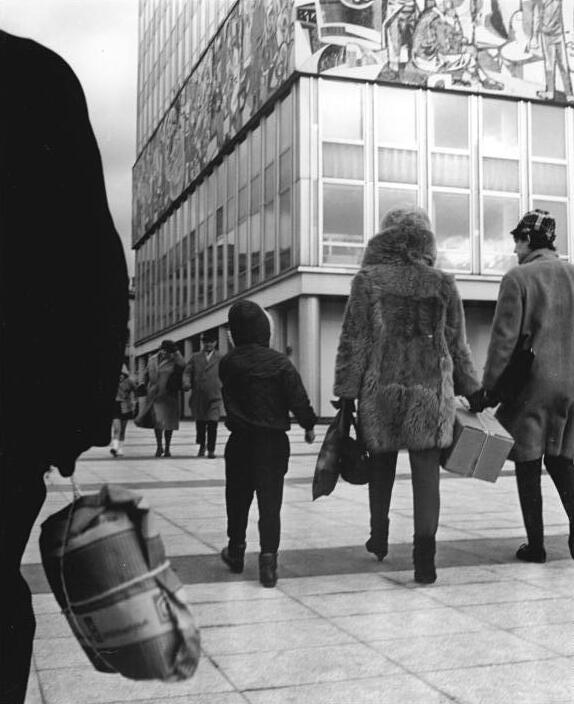
1965: Passanten am Berliner Haus des Lehrers
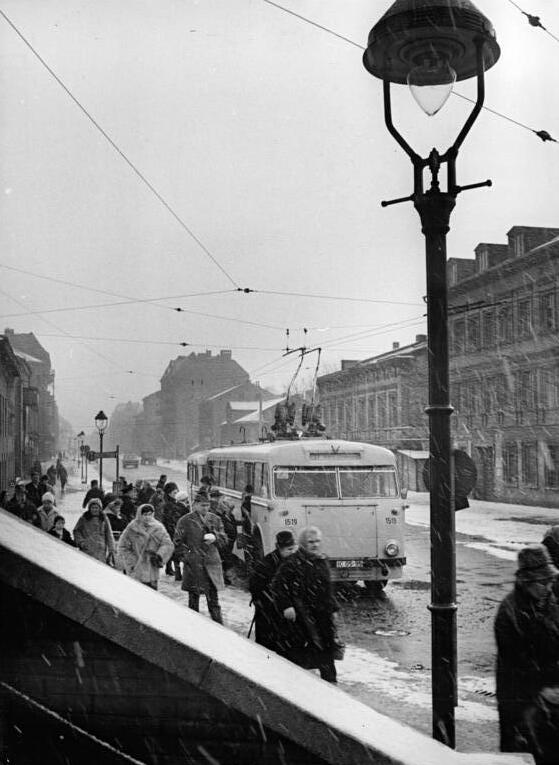
1965: Winter am Bahnhof Berlin-Lichtenberg
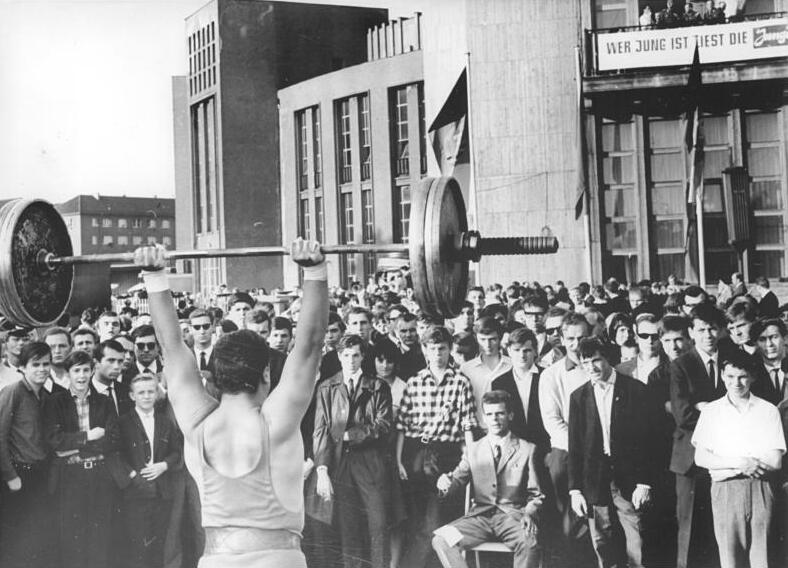
1966: Gewichtheber-Vorführung anlässlich der Europameisterschaft in der DDR
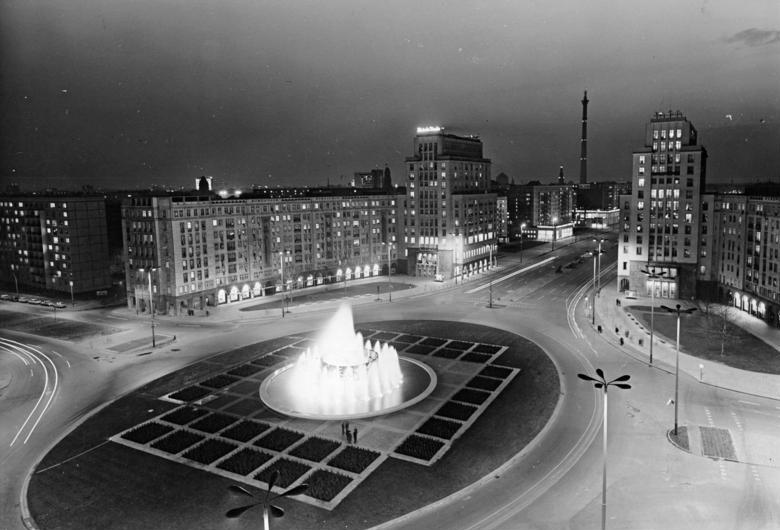
1967: Strausberger Platz (Berlin) bei Nacht
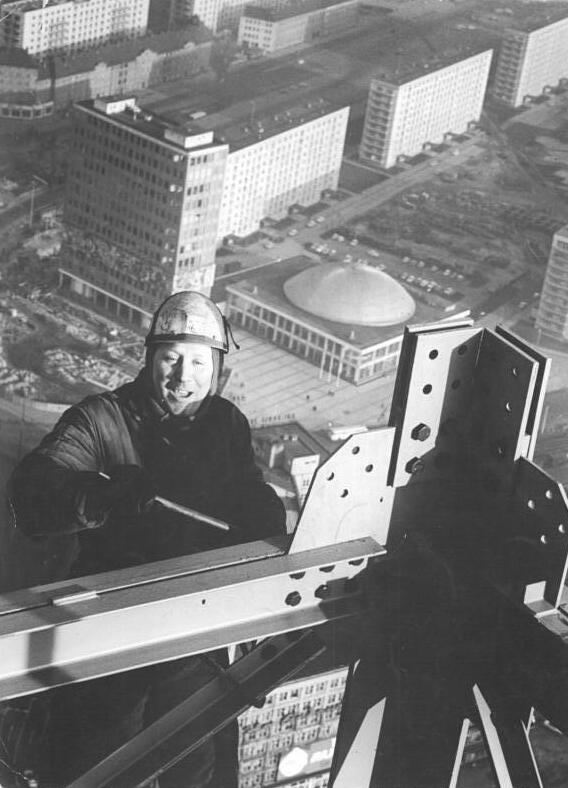
1967: Berliner Fernsehturm im Bau
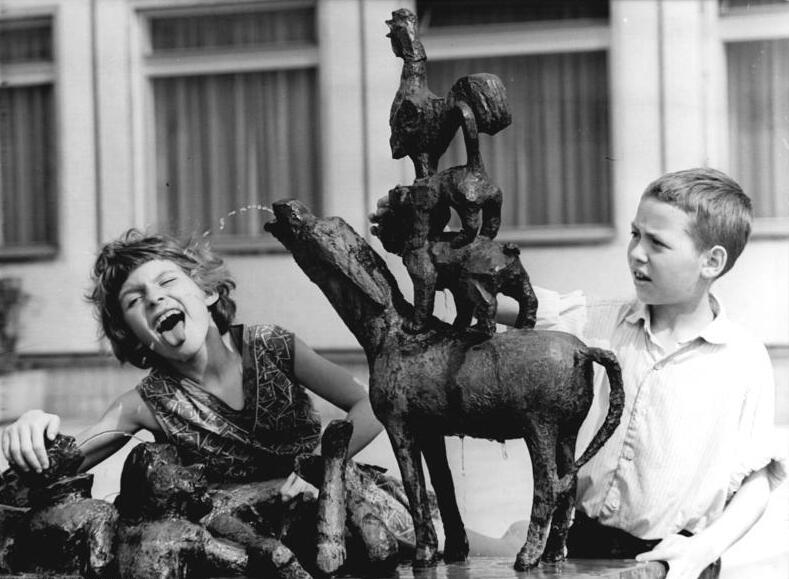
1967: Kinder im Berliner Hans-Loch-Viertel, der ersten Neubausiedlung in Ost-Berlin
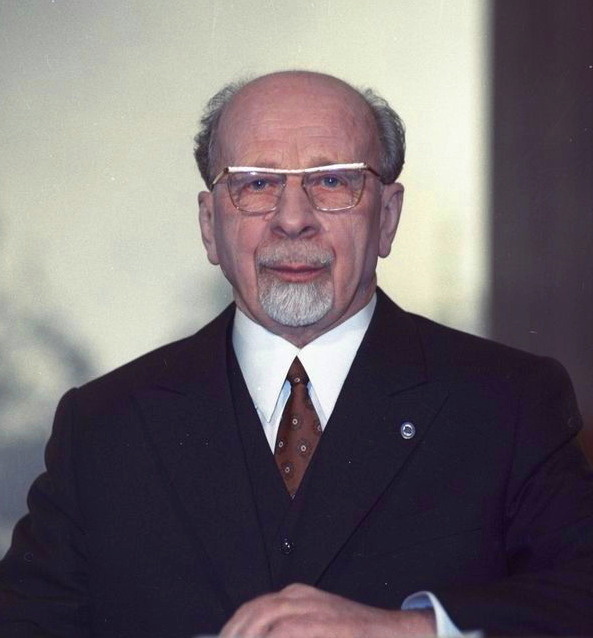
1970: Walter Ulbricht bei der Neujahrsansprache
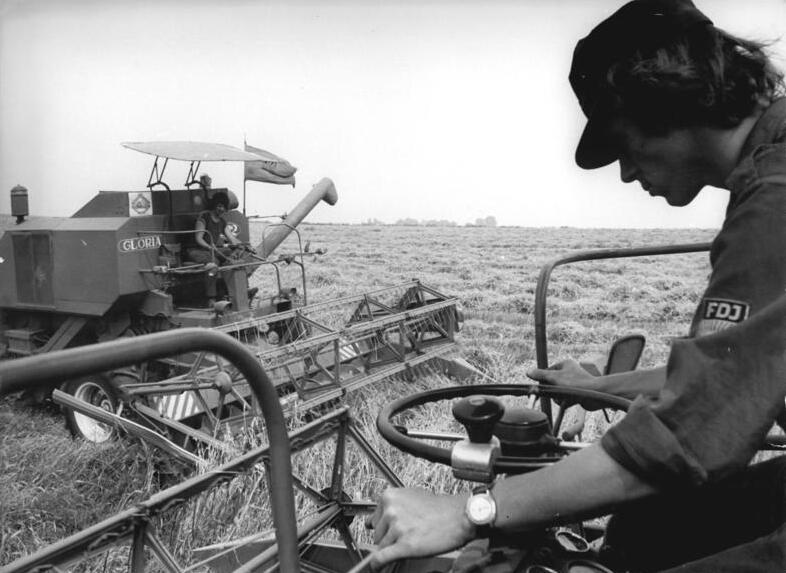
1973: Getreideernte in der DDR
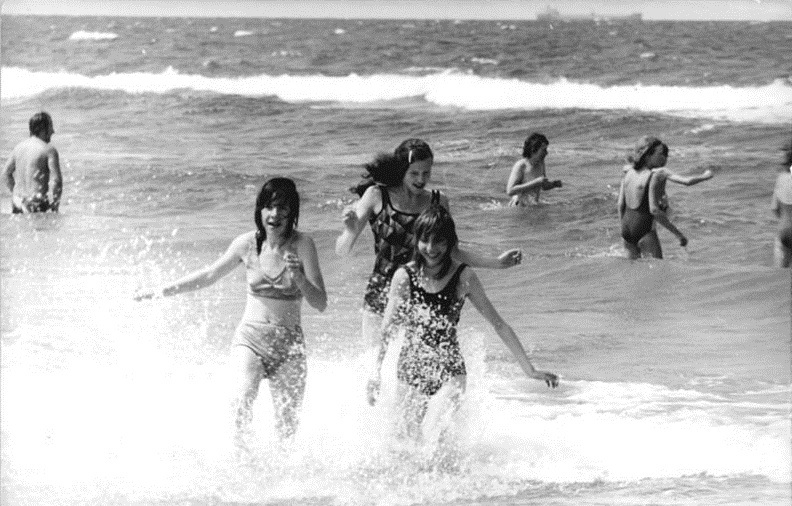
1975: Mädchen beim Baden in der Ostsee
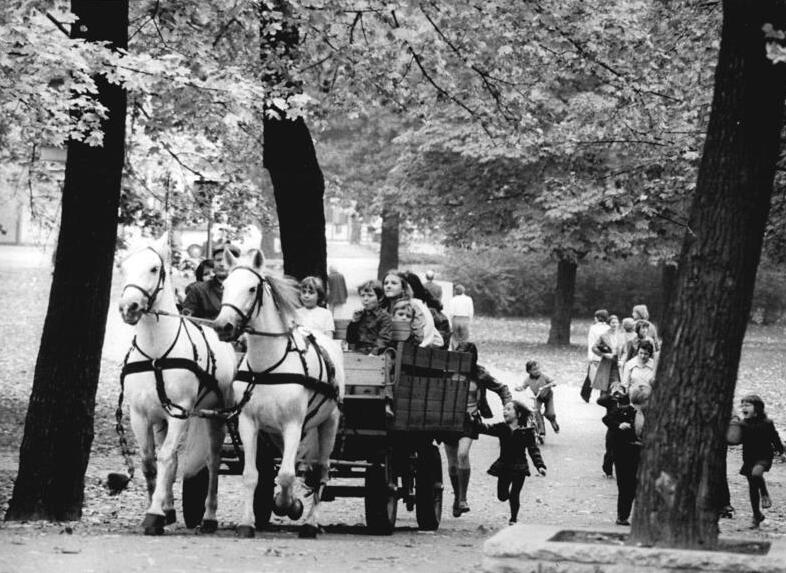
1976: Kinder bei einer Kremser-Fahrt im Berliner Friedrichshain